# Estadio Alberto J. Armando
Het Estadio Alberto J. Armando is een voetbalstadion in de wijk La Boca van Buenos Aires. Vroeger heette het stadion Estadio Camilo Cichero, en nog steeds heeft het de bijnaam La Bombonera (de snoeptrommel of de chocoladedoos) vanwege zijn rechthoekige vorm. Het stadion is het thuisveld van Boca Juniors, een van de belangrijkste voetbalclubs van Argentinië.
In 1923 is het eerste stadion gebouwd op deze plaats. Het huidige stadion is ingewijd op 25 mei 1940, en in 1953 werd de derde ring toegevoegd. In 2023 was de capaciteit 54.000 plaatsen. Begin 2023 is de capaciteit verhoogd naar 57.000. Dat komt doordat veel zitplaatsen werden vervangen door staanplaatsen. De capaciteit werd verhoogd omdat de wedstrijden van de Boca Juniors vrijwel altijd uitverkocht zijn. De muren zijn beschilderd door Pérez Célis, met beelden van de grote spelers van Boca (onder wie Maradona) en van de wijk. In het stadion is ook het museum van Boca Juniors gevestigd. Opvallend is dat de tribunes voor driekwart rondgaand zijn, terwijl de vierde, lange zijde een rechthoekig gebouw is geworden. De tribunes staan nu als een hoefijzer tegen een wand met VIP-boxen. 
De huidige naam is gegeven in 2000. Alberto J. Armando is de voorzitter die in 1975 gekozen werd, op voorwaarde dat het stadion gerenoveerd zou worden. De belofte kon niet worden nagekomen na de staatsgreep van Videla. Wel werd het andere stadion in de stad, El Monumental van River Plate, gerenoveerd voor de WK-finale van 1978.

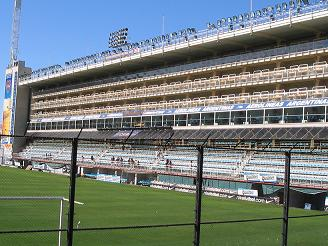
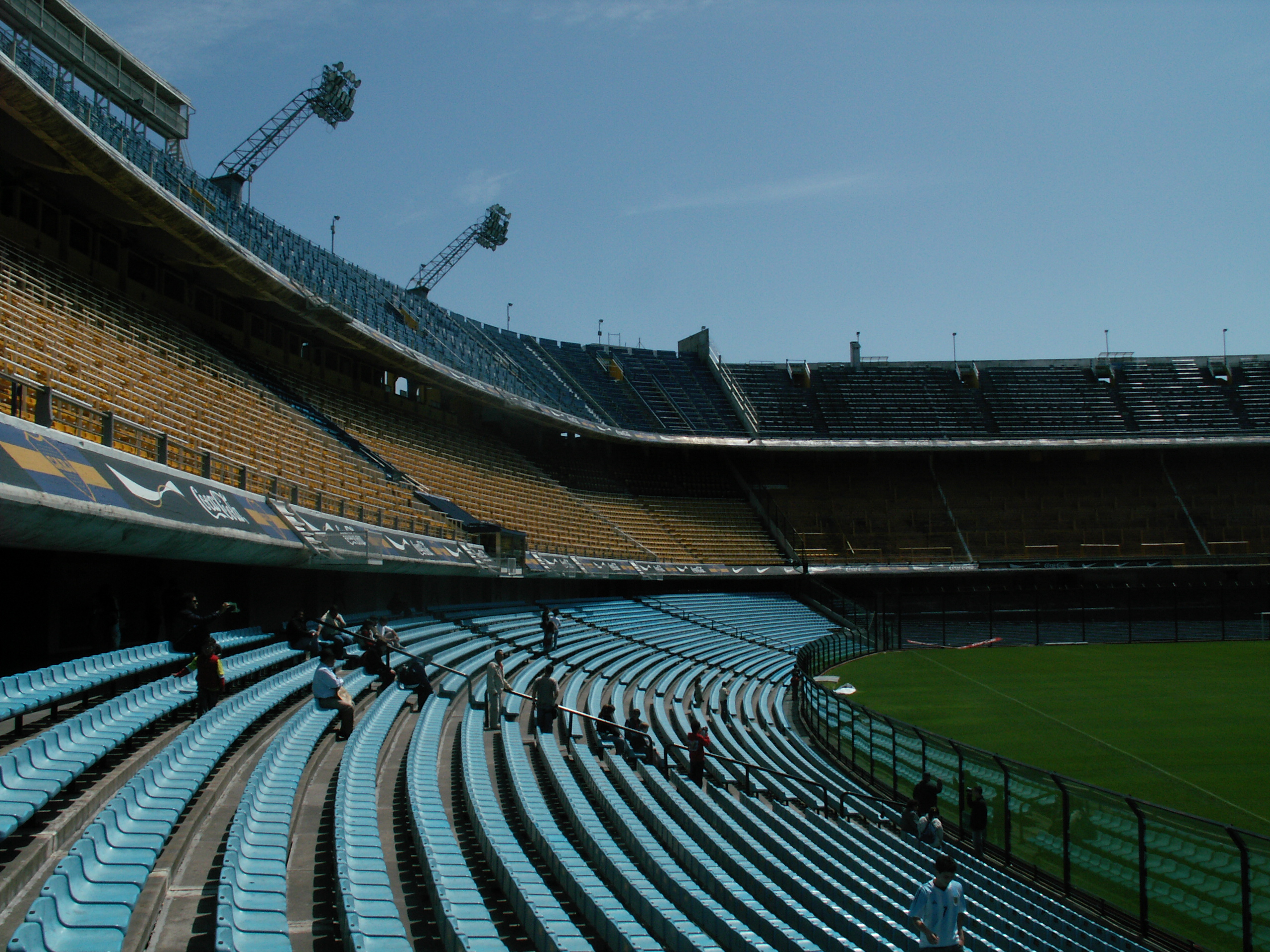
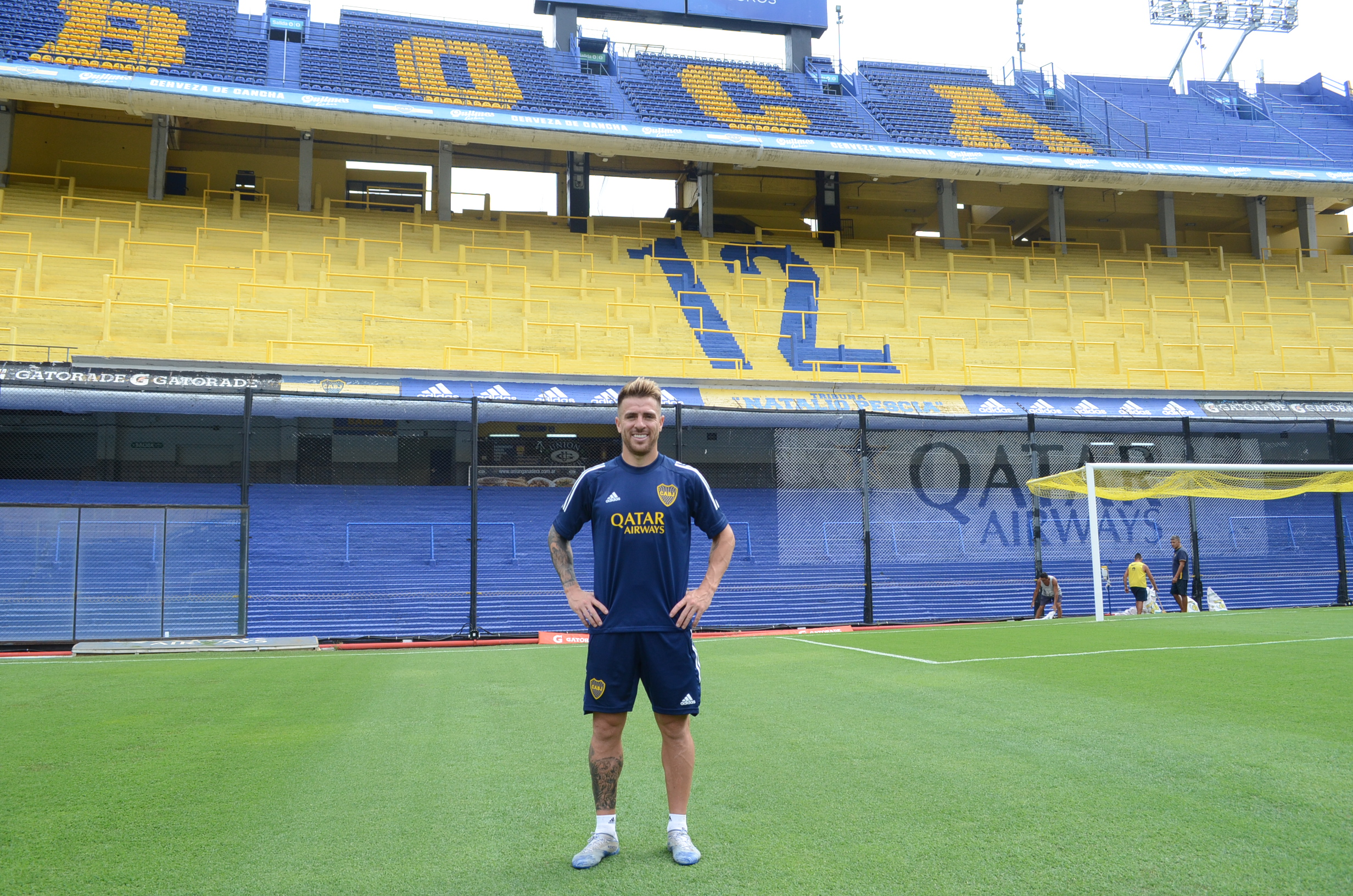
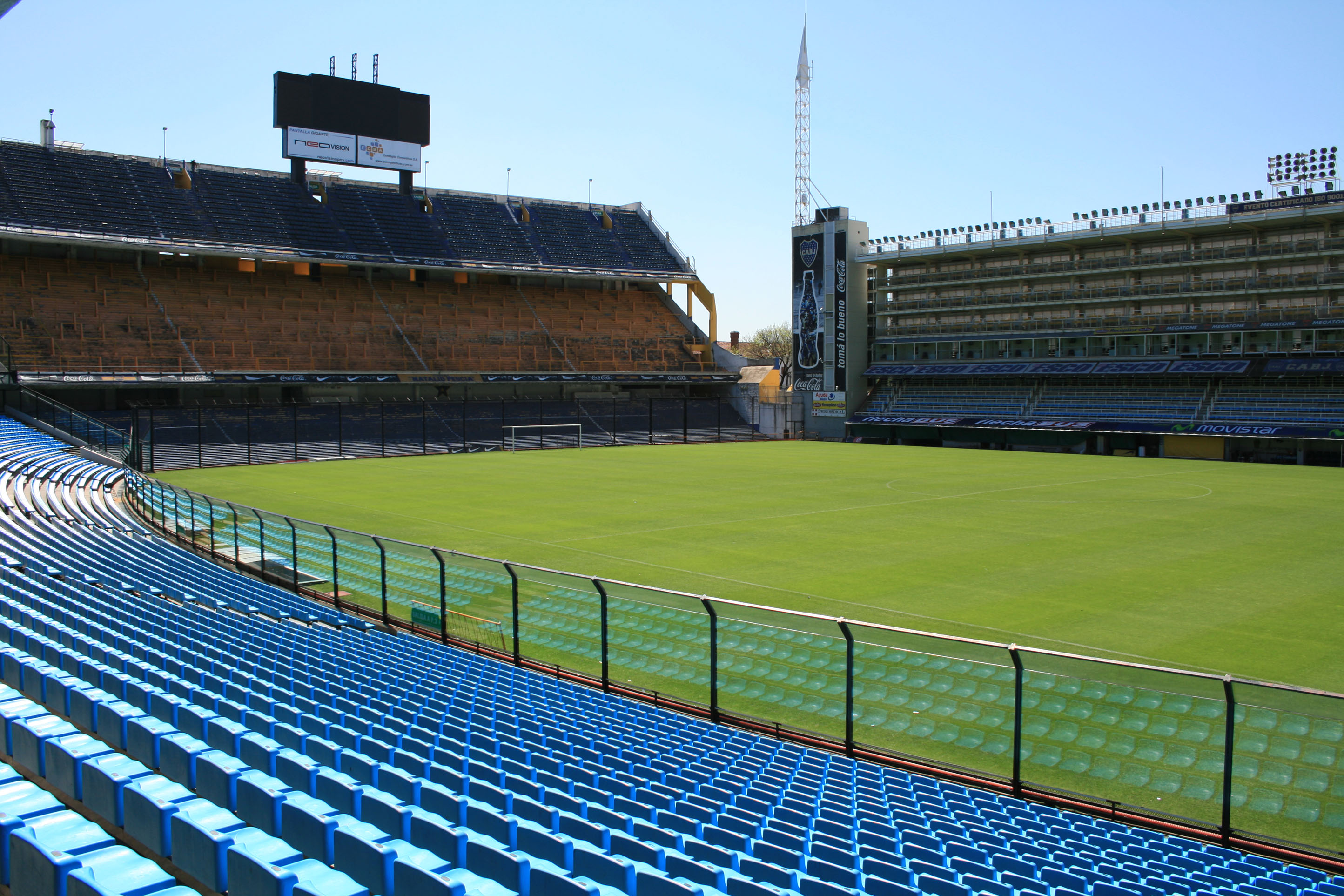
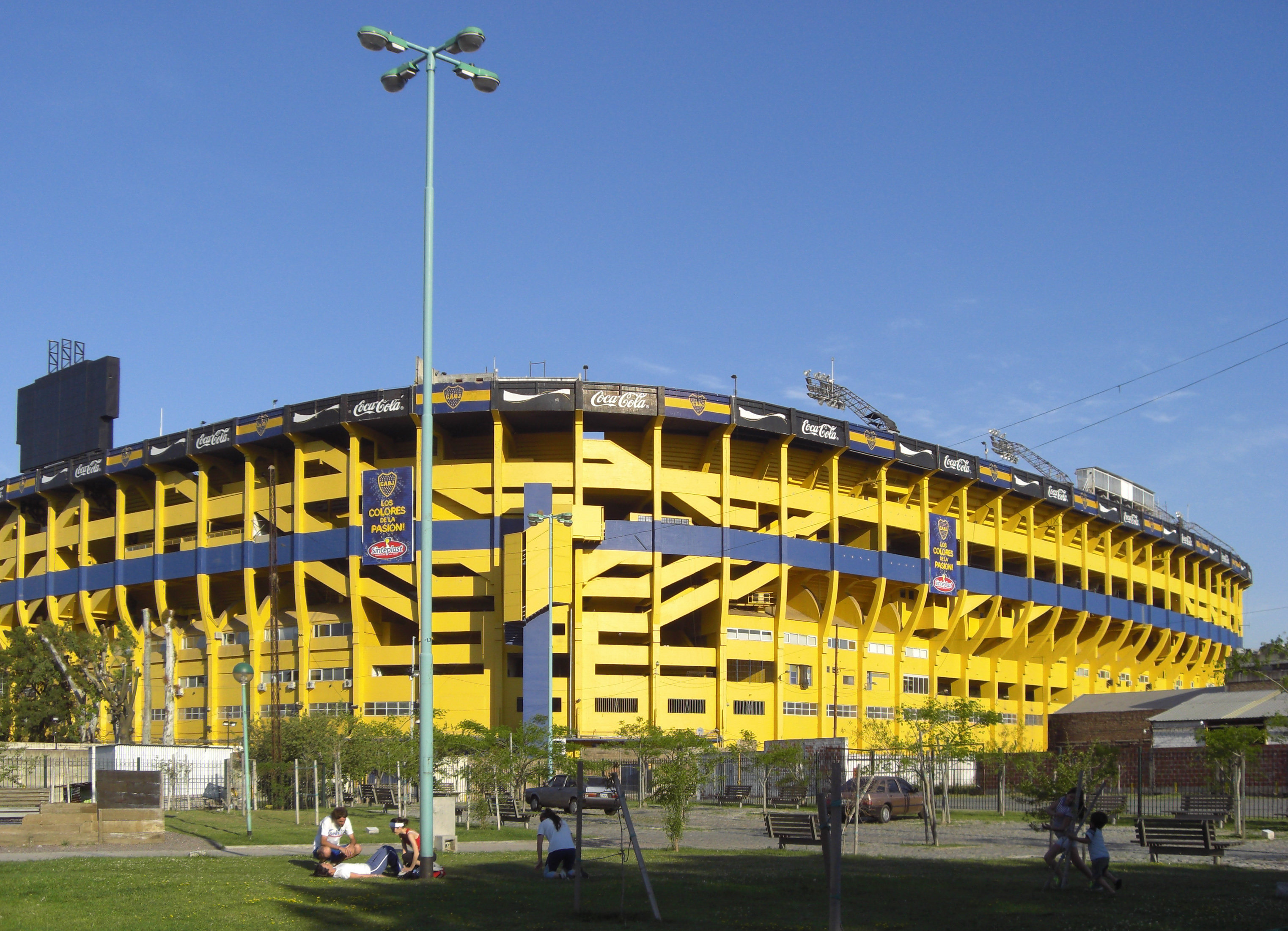